# Modra Turnia
Modra Turnia (słow. Zmrzlá veža, niem. Rotseeturm, Großer Pflockseeturm, węg. Vörös-tavi-torony, Nagy-Karó-tavi-torony) – szczyt o wysokości 2312 lub 2311 m, położony w głównej grani Tatr w słowackiej części Tatr Wysokich, pomiędzy Kołowym Szczytem (Kolový štít) na południowym zachodzie a Czerwoną Turnią (Belasá veža) na północnym wschodzie. Od wierzchołka Kołowego Szczytu Modra Turnia oddzielona jest Kołową Szczerbiną (Kolová štrbina) i Kołowymi Czubami (Kolové zuby), spośród których najbliżej znajduje się Skrajna Kołowa Czubka (Predný kolový zub). Między Modrą Turnią a Czerwoną Turnią położona jest przełęcz Modra Ławka (Zmrzlé sedlo).
Modra Turnia jest zwornikiem, w którym od grani głównej odgałęzia się na północny zachód Kołowa Grań (Kolový hrebeň). Pierwszą znaczącą przełęczą w tej grani jest szeroka Kołowa Brama (Sedlo za Veľkým hrbom, ok. 2205 m), za którą leży Kołowy Kopiniak (Veľký hrb, ok. 2210 m). Wysoko nad Kołową Bramą w grani tej położona jest jeszcze Modra Szczerbina (ok. 2280 m).
Szczyt jest niepozorny w stosunku do sąsiednich Kołowego Szczytu i Czerwonej Turni, jego stożkowa kopuła jest jednak stosunkowo wybitna. Północne i zachodnie stoki Modrej Turni opadają do dwóch odgałęzień Doliny Kołowej, oddzielonych od siebie Kołową Granią. Od zachodu jest to Bździochowa Kotlina, od północy – Bździochowe Korycisko. Ściana północna jest niska i trawiasto-skalista, kończy się ponad żlebem zbiegającym z Modrej Ławki. Stoki południowo-wschodnie górują z kolei ponad Doliną Jastrzębią – jednym z górnych pięter Doliny Zielonej Kieżmarskiej. Ściana ponad Doliną Jastrzębią ma ok. 150 m wysokości i jest ograniczona żlebami spadającymi z Modrej Ławki i Kołowej Szczerbiny.
Na Modrą Turnię nie prowadzi żaden szlak turystyczny. Najdogodniejsza droga dla taterników wiedzie na wierzchołek granią z Modrej Ławki. Najbardziej interesująca dla wspinaczy jest ściana południowo-wschodnia, uboższa jednak od ścian innych szczytów w tej okolicy. Wytyczone są w niej częściowo co najmniej bardzo trudne (IV w skali UIAA) drogi Sawickiego (po prawej) i Spätha (po lewej).
Pierwsze wejścia:
- latem – Jan Fischer, Zygmunt Jaworski, Stanisław Krygowski, Klemens Bachleda i Józef Gąsienica Kaspruś Zuzaniak, w 1900 r.,
- zimą – Gyula Hefty i Lajos Rokfalusy, 3 grudnia 1911 r.[4]

Nazwa Modrej Turni wywodzi się od Modrego Stawku w pobliskiej Dolinie Jagnięcej. Słowacy używali dawniej także określenia Červená veža. Nazwy węgierskie i niemieckie związane są z innymi okolicznymi stawkami.

## Przypisy

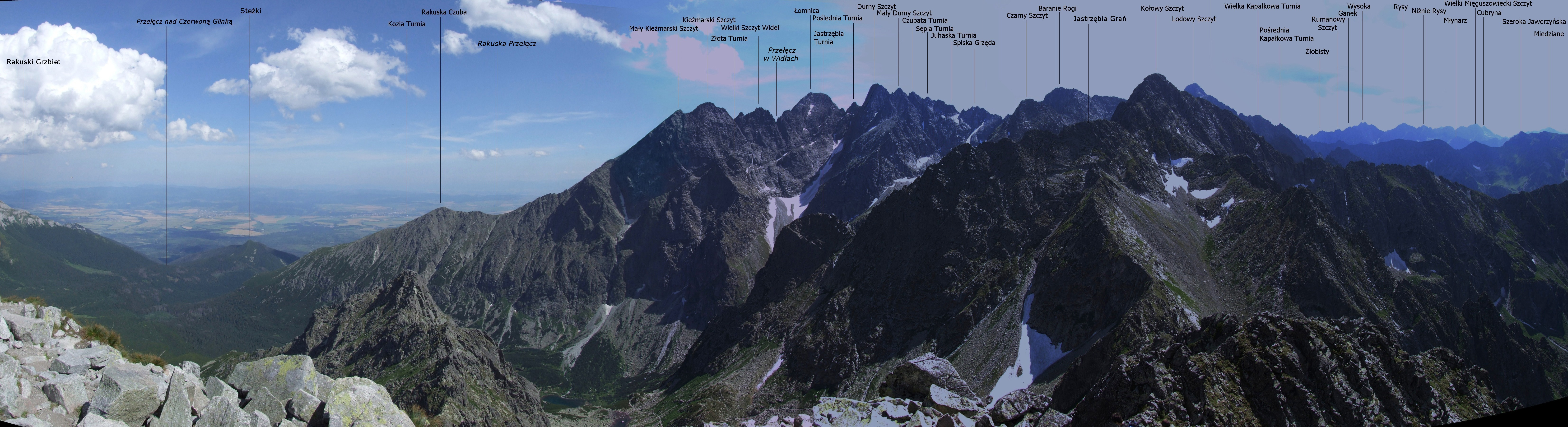
Modra Turnia wśród innych szczytów. Widok z Jagnięcego Szczytu